# Telmac 1800

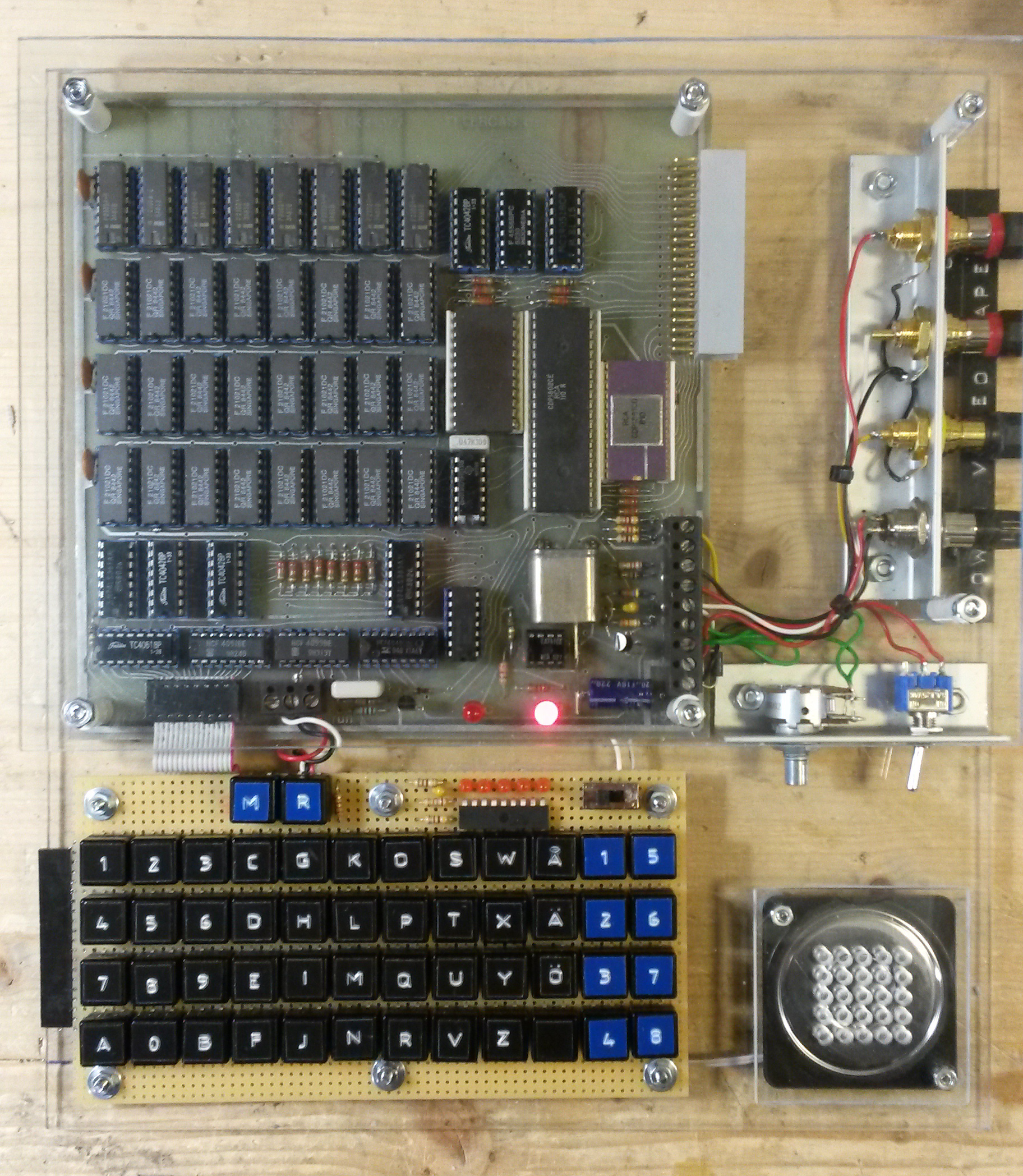
Мікрокомп'ютер Telmac 1800

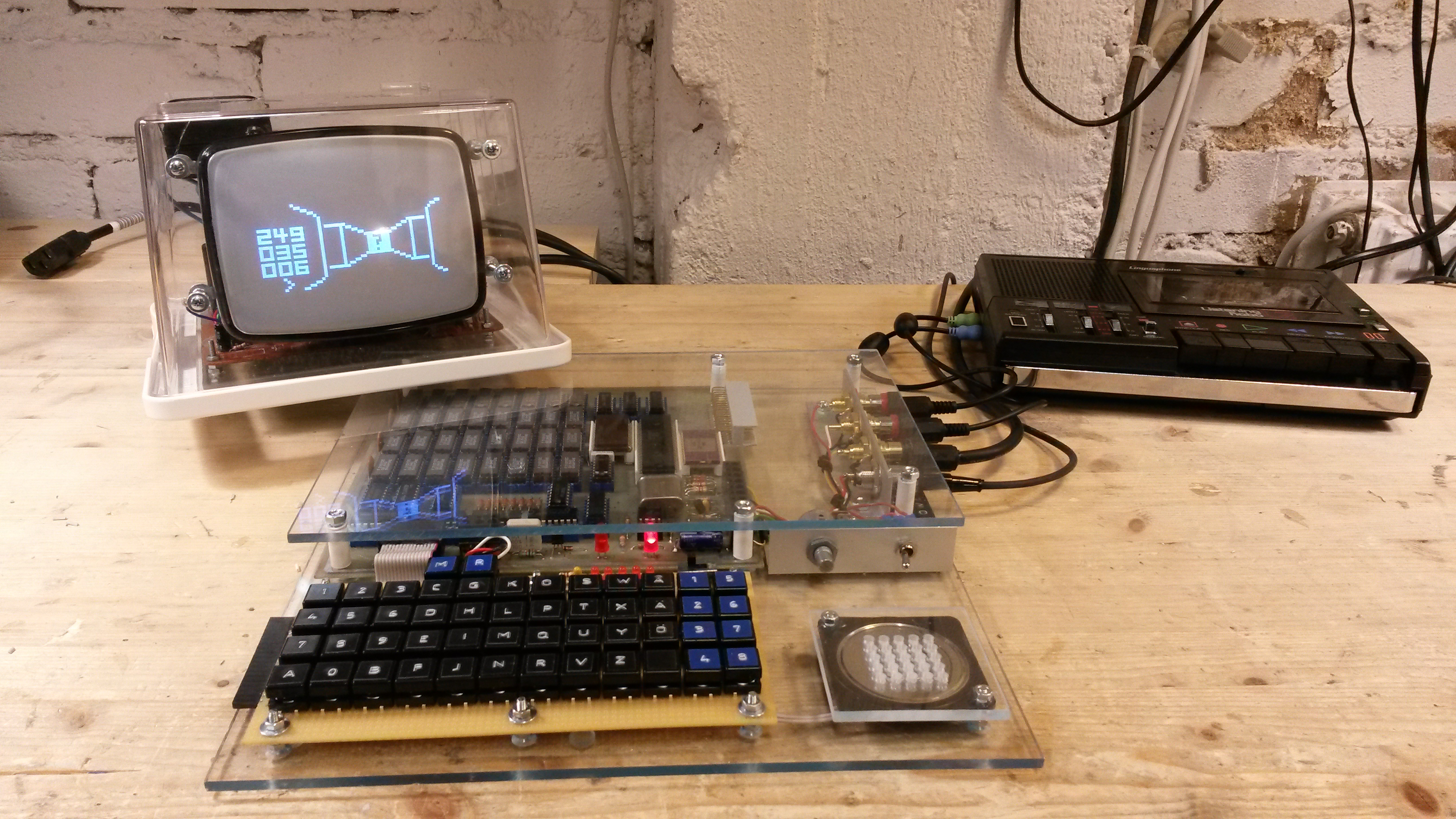
Мікрокомп'ютер Telmac 1800

Telmac 1800 — це ранній мікрокомп'ютер, який постачався комплектом. Представлений у 1977 році компанією Telercas Oy, фінським імпортером мікрочипів RCA. Більшість із 2000 комплектів, виготовлених протягом чотирьох років були куплені ентузіастами електроніки у Фінляндії, Швеції та Норвегії.
З часом з'явилася плата розширення OSCOM, яка включала алфавітно-цифровий відеодисплей й до 12 kB пам'яті. 4 kB Tiny BASIC можна було запустити в цій конфігурації.
Перша в історії комерційна відеогра, розроблена у Фінляндії, Chesmac, була розроблена Раймо Суоніо у 1979 році.
За Telmac 1800 були Oscom Nano і Telmac 2000.

## Основні особливості
- Мікропроцесорний процесор RCA 1802 (COSMAC) @ 1.75 МГц[3][4]
- Інтерфейс касетної стрічки[4]
- 2 кБ оперативної пам'яті з можливістю розширення до 4 кБ[3][4]
- Відеочіп RCA CDP1861 'Pixie', роздільна здатність дисплея 64×128 пікселів[1][3][4]
- Звук обмежений тоном фіксованої частоти[3][4]
- Вміє запускати інтерпретатор CHIP-8[8]